# Manifest de Manzanares
El Manifest de Manzanares del 7 de juliol de 1854 fou un text redactat per Antonio Cánovas del Castillo i signat per Leopoldo O'Donnell on s'exigia reformes polítiques i unes Corts Constituents per fer possible una autèntica «regeneració liberal».
El 7 de juliol de 1854 el General en Cap de l'Exèrcit Constitucional Leopoldo O'Donnell, comte de Llucena, es pronuncià contra el Govern a la rodalia de Madrid (Vicalvarada). La politització de l'aixecament s'aconsegueix a través d'un Manifest, redactat des de Manzanares (província de Ciudad Real) per un jove Antonio Cánovas del Castillo, futur artífex de la restauració borbònica.
El Manifest era una crida als espanyols, en la que es demana la continuïtat del Tron, però sense camarilles que el deshonrin, alhora que es parla de coses reclamades pels progressistes: millorar la llei electoral i la d'impremta, i rebaixar els impostos.
| « | Espanyols: L'entusiasta acolliment que va trobant als pobles l'Exèrcit liberal; l'esforç dels soldats que el componen, tan heroicament mostrat en els camps de Vicálvaro; l'aplaudiment amb què a tot arreu ha estat rebuda la notícia del nostre patriòtic alçament, asseguren des d'ara el triomf de la llibertat i de les lleis que hem jurat defensar. Dins de pocs dies, la major part de les províncies haurà sacsejat el jou dels tirans; l'Exèrcit sencer haurà vingut a posar-se sota les nostres banderes, que són les lleials; la nació gaudirà els beneficis del règim representatiu, pel qual ha vessat fins ara tanta sang inútil i ha suportat tan costosos sacrificis. Dia és, doncs, de dir el que estem resolts a fer en el de la victòria. Nosaltres volem la conservació del tron, però sense camarilla que el deshonri; volem la pràctica rigorosa de les lleis fonamentals, millorant-les, sobretot l'electoral i la d'impremta; volem la rebaixa dels impostos, fundada en una estricta economia; volem que es respectin en les ocupacions militars i civils l'antiguitat i els mereixements; volem arrencar els pobles a la centralització que els devora, donant-los la independència local necessària perquè conservin i augmentin els seus interessos propis, i com a garantia de tot això volem i plantejarem, sota sòlides bases, la Milícia Nacional. Aquests són els nostres intents, que expressem francament, sense imposar-los per això a la nació. Les Juntes de govern que han d'anar-se constituint a les províncies lliures; les Corts generals que després es reuneixin; la mateixa nació, en fi, fixarà les bases definitives de la regeneració liberal al fet que aspirem. Nosaltres tenim consagrades a la voluntat nacional nostres espases, i no les enbeinarem fins que estigui complerta. | » |
| — Caserna general de Manzanares, a 6 de juliol de 1854. El general en cap de l'Exèrcit constitucional, Leopoldo O'Donnell, comte de Llucena. | |   |